# قره‌قایه، اسماعیل‌لی
قره‌قایه، اسماعیل‌لی (به ترکی آذربایجانی: Qaraqaya) یک منطقهٔ مسکونی در جمهوری آذربایجان است که در شهرستان اسماعیل‌لی واقع شده‌است. قره‌قایه ۶۶۷ نفر جمعیت دارد.